# Suilen
Suilen (睡蓮 suiren) es una banda japonesa creada por Shakuyaku y Maki (Soft Ballet), su música es una mezcla de electrónica, gótica e industrial. Formada en el 2004. Naoki Hirai participa como baterista invitado del grupo.

## Miembros
- Shakuyaku (芍薬): Compositor, letras, vocalista, electrónico.
- Maki (麻輝): Compositor, electrónico, guitarrista.

## Discografía
- Zilch (Skyjin) 27 de septiembre del 2001
Primer nombre de la banda y álbm debut.

- Hiruma (1.0) | Daytime (1.0E)

Único sencillo lanzado en iTunes
"Daytime" es la versión en inglés de Hiruma
- Neo Haram (音ヲ孕ム)

Primer álbum lanzado el 19 de diciembre del 2007.
Artistas invitados: Telecommunication ( AGE of PUNK , BUG ), 純Suganami Sakai ( THE BACK HORN ), Takeuti Takashi ( Redrum ), Hirai Naoki ( OAK ), Matsuda Tomohiro ( WRENCH , Strobo ), Yukihiro ( L'Arc ~ en ~ ciel , Android acid ), Michiru Oshima
1.-Lotus

2.-Hiruma

3.-Keitou

4.-Yusurakai

5.-Hidarite

6.-Spine
- Hazakura no koro (葉桜の頃) | Hiruma (2.5)

Lanzado en iTunes el 14 de mayo de 2005
- Hita-Hita (ひたひた)

Segundo álbum de la banda. Lanzado el 18 de junio de 2008.
1.-Jo

2.-Yôtoshite

3.-Haru no Kuni

4.-Hakage Kôshinkyoku

5.-Sukima

6.-Hazakura No Koro

7.-Tsuki No Shuku 
- Licca-no-ne (六花ノ音)

Tercer álbum de la banda. Lanzado el 11 de marzo del 2009. La canción más popular de la banda es "Magnolia", ya que fue incluida en la banda sonora de Hellsing como tema de clausura del OVA 6.
1.-Shintoushite

2.-Fuyōdo

3.-Tsuki ni naku

4.-Song 6

5.-Ne no-on nitayuta e

6.-Kanashimi
- THE DAWN

Cuarto y álbum lanzado el 23 de diciembre del 2009. Los sencillos más comerciales de este álbum son Zakuro y Shintoushite que han sido emitidos en el OVA 7 de Hellsing.
1.-Zakuro

2.-Hakuro

3.-Magnolia

4.-Sorewa Mohaya Chimoku To Shite
 
5.-Shintoushite Ver 2.0